# Giuseppe Palella
Giuseppe Palella (Bari, 5 luglio 1975) è un costumista italiano.
Il suo stile è stato definito "una vera esplosione di fantasia creativa e colori". Per il suo lavoro nel teatro d’opera ha vinto un Premio Abbiati della critica italiana ed un premio Opernwelt della critica tedesca.

## Formazione e Carriera
Ha completato i suoi studi artistici conseguendo la laurea in Scultura presso l'Accademia di Belle Arti di Bologna. Ha approfondito gli studi musicali di canto lirico presso il Conservatorio "Martini" di Bologna e ha seguito corsi di recitazione e musica contemporanea presso la Scuola di Musica di Fiesole a Firenze. La sua formazione sartoriale e di costume è stata consolidata durante un decennio di lavoro presso il Teatro dell'Opera di Roma, dove ha svolto le attività di decoratore ed assistente alle produzioni di opera e balletto.
Dal 2010 ha intrapreso la carriera di costumista, firmando il suo primo balletto per il corpo di ballo del Teatro dell'Opera di Roma, diretto da Carla Fracci.
Ha lavorato come costumista per produzioni liriche nei principali teatri italiani ed internazionali. Tra le sue collaborazioni più significative figurano quelle con i registi Fabio Ceresa e Thaddeus Strassberger.
Tra le produzioni più rilevanti si annoverano "I Puritani" di Bellini per il Teatro del Maggio Musicale Fiorentino e il Teatro Regio di Torino, "Guglielmo Ratcliff" di Mascagni per il Festival di Wexford, "Orlando finto pazzo" di Vivaldi per la Korea National Opera di Seoul, "Nabucco" al State Opera Theatre di Karlsruhe, "La Traviata" all'Opera Royal de Wallonie e "Aida" alle Opernfestspiele St. Margarethen.

## Premi e Riconoscimenti
2019 XXXVIII "Premio Franco Abbiati della critica musicale italiana", miglior costumista per le produzioni “Giulietta e Romeo” e "Orlando Furioso" (Festival della Valle d’Itria, Teatro La Fenice di Venezia).
2023: premio assegnato dalla rivista tedesca Opernwelt, miglior costumista per la produzione “Alessandro nelle Indie” (Baroque Opera Festival di Bayreuth).